# کل بازار در دسترس

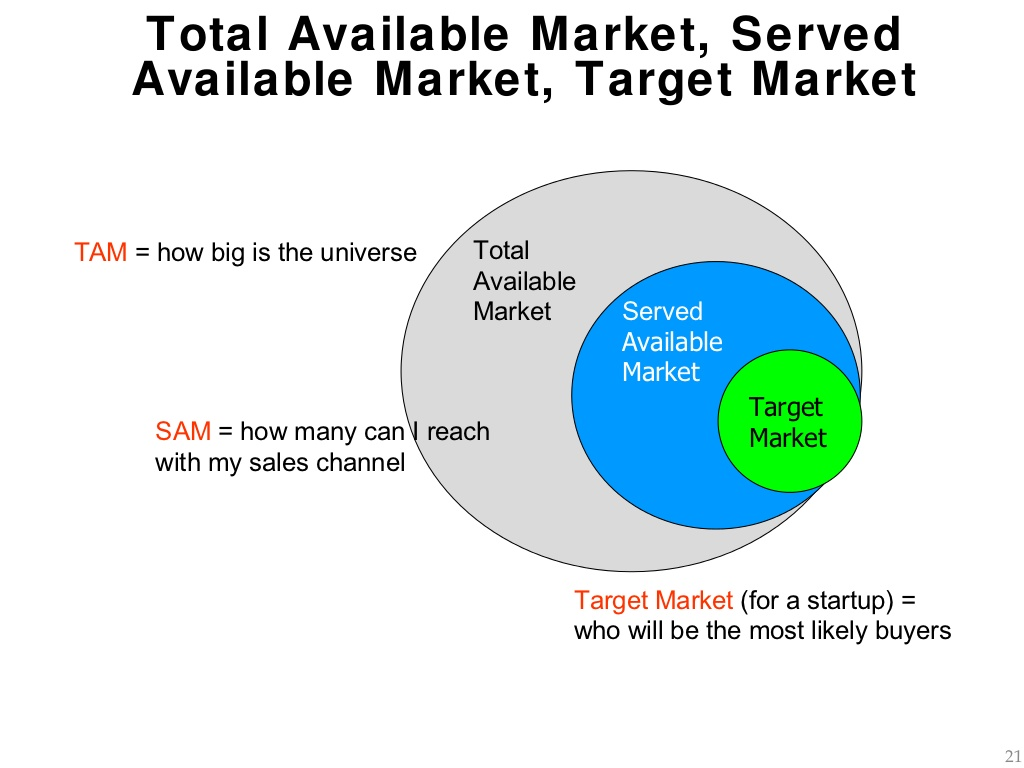
کل بازار در دسترس (کبد)، بازار در دسترس موجود و بازار هدف.

کل بازار در دسترس (کبد) (به انگلیسی: Total addressable market یا TAM) برای اشاره به فرصت سودآوری موجود برای یک محصول یا یک خدمت تجاری به کار گرفته می‌شود. کبد با ارائه یک معیار شسته‌رفته می‌تواند تصویری از پتانسیل موجود برای یک فرصت تجاری را ارائه کند تا بتواند فرصت‌های تجاری مختلف را اولویت‌بندی کرد و بین چندین فرصت تجاری، بهترین را برگزید.
یک رویکرد برای تخمین زدن این معیار این است که در نظر بگیریم در صورت نبودن هیچ رقیبی چه میزان از بازار را می‌توان از آن خود کرد. یک رویکرد جامع‌تر این است که تخمین بزنیم که حداقل از لحاظ تئوری به چه میزانی از بازار می‌توان محصولی را فروخت یا خدماتی را به آنها راائه کرد. می‌توان کبد رابا توجه به کل بازار جهانی محاسبه کرد (حتی اگر یک شرکت خاص نتواند به بازارهای بین‌المللی دست یابد) یا که آن را تنها محدود به بازار منطقهٔ جغرافیایی خاصی کرد که شرکت در آن قرار دارد. پیدا کردن شاخص کل بازار در دسترس (کبد) سبب می‌شود که تلاش‌های بازاریابی و استراتژی فروش جهت‌دهی شده و در راستای تأمین نیازهای واقعی مشتری و رضایت آنها باشد. پس از استخراج این شاخص، چیزهایی مانند وضعیت رقابت باز و چالش‌های شبکهٔ توزیع استراتژی شرکت را تغییر می‌دهد تا بتوان آن را در یک چارچوب واقع‌بینانه دید. از کل بازار در دسترس (کبد) می‌توان شاخص دیگری به نام بازار در دسترس موجود (به انگلیسی: Serviceable Addressable Market یا SAM) را استخراج کرد که به زیرمجموعهٔ کوچکتری از بازاری گفته می‌شود که می‌توان آن را به‌طور واقع‌بینانه (چه توسط آن شرکت یا شرکت‌های رقیت) به دست آورد. شاخص بازار در دسترس موجود در واقع تعداد کاربران یا مشتریانی است که در زیرمجموعهٔ کل بازار در دسترس قرار دارد که می‌توان به آنها خدمت ارائه کرد. گاهی به بازار در دسترس موجود، با عنوان «کاربران فعالِ بالقوه» (به انگلیسی: Potential Active Use) نیز گفته می‌شود.

## تفاوت بین کل بازار در دسترس، باز در دسترس موجود و بازار قابل دسترسی
کل بازار در دسترس (کبد) یا کل بازار موجود، کل تقاضای موجود در بازار برای یک محصول یا خدمت تجاری است که در در درآمد سالانه یا فروش محاسبه می‌شود.
بازار در دسترس موجود (بدم) بخشی از کل بازار در دسترس (کبد) است که مورد هدف‌گذاری یک شرکت برای فروش محصولات یا خدمات تجاری‌اش است.
بازار قابل دسترسی (بدست) یا بخشی از بازار و درصدی از بازار در دسترس موجود (بدم) است که به‌طور واقعی امکان دسترسی و ارائه خدمات به آن وجود دارد.
برای نمونه کل مبلغی که مصرف‌کنندگان بریتانیایی در سال ۲۰۱۴ برای غذا هزینه کرده‌اند کل بازار در دسترس غذا است که ۱۹۸ میلیارد پوند می‌باشد. (شامل پذیرایی، نوشیدنی‌های الکلی، نوشیدنی‌های غیر الکلی و سایر موارد) است. بازار در دسترس موجود برای نوشیدنی‌های الکلی که تولیدکنندگان مشروبات الکلی آن را هدف قرار داده‌اند، ۴۹ میلیارد پوند است. از آنجایی که بازار مشروبات الکلی انحصاری نیست، سهم بازار یک شرکت تولیدکننده مشروبات الکلی هرگز نمی‌تواند به ۱۰۰٪ بازار در دسترس موجود (بدم) برسد و از این رو میزان بازار قابل دسترسی (بدست) مقدار کمتری است که بسته به نوع شرکت و سهمی که از بازار دارد فرق می‌کند.

## اهمیت
کل بازار در دسترس، تصویری از وضعیت بالقوه بازار را نشان می‌دهد. نخستین گام برای کارآفرینان برای راه‌اندازی کسب و کارشان، برآورد کل بازار در دسترس (کبد) است. بسیار اهمیت دارد که محاسبه درستی از کل بازار در دسترس داشته باشیم. نباید در آن اغراق کرد و نباید هم اندازهٔ این بازار را دست کم گرفت. مهم است که برآورد واقعی و عینی از کل بازار در دسترس داشته باشیم، زیرا که این شاخص می‌تواند ظرفیت کل بازار و پتانسیل سرمایه‌گذاری در آن را نشان دهد. اغلب سرمایه‌گذاران دوست دارند به دنبال بازارهایی بگردند که شاخص کل بازار در دسترس (کبد) بالاتری داشته باشد و همچنین به شرکت‌هایی که در بازارهایی فعالیت می‌کنند که پتانسیل بالاتری برای افزایش تقاضای محصولات و خدمات‌شان وجود داشته باشد بیشتر اعتماد می‌کنند. چنین استدلالی معقول است؛ البته باید توجه داشت که بزرگ بودن کل بازار در دسترس الزوماً نشانه خوبی نیست، زیرا بزرگ بودن کل بازار موجود الزاما به معنای بالا بودن تقاضا نیست؛ برای نمونه ممکن است تقاضای موجود به طوز کامل توسط شرکت‌های موجود در بازار به خوبی تأمین شده باشد. از این رو عوامل دیگری مانند سطح رقابت در بازار، دسترسی به منابع و غیره نیز بر عملکرد شرکت تأثیر می‌گذارد. به همین خاطر، بازار در دسترس موجود (بدم) و بازار قابل دسترسی (بدست) نیز شاخص‌های حیاتی برای سنجش ارزش سرمایه‌گذاری در بازار هستند.

## نمونه‌هایی از اخبار واقعی دربارهٔ کل بازار در دسترس
- کتی هوبرتی، تحلیلگر مورگان استنلی، در گزارش تحقیقاتی خود در سال ۲۰۱۵ گفت که اپل می‌تواند تا سال ۲۰۲۰ از سهم ۸۰۰ میلیارد دلاری به ۳٫۴ تریلیون دلار از کل بازار در دسترس برسد؛ زیرا فعالیت خود را به بازارهای جدیدی مانند خودرو گسترش می‌دهد.[۵]
- جیم اودانل، مدیر ارشد سرمایه‌گذاری Forward Management بیان کرد که گروه علی‌بابا هنوز پتانسیل افزایش فوق‌العاده‌ای از کل بازار در دسترس تا ۴۰ درصد رادارد؛ زیرا او معتقد است علی بابا نه تنها بازار چین بلکه به بازارهای خارج از چین نیز دست پیدا خواهد کرد.[۶]
- با وجود کاهش در بازار زیرساخت‌های بی‌سیم، کل بازار در دسترس نیمه‌هادی‌های توان RF پالسی همچنان در حال افزایش است، زیرا تولیدکنندگان در حال قدم گذاشتن به بازارهای جدید نیمه‌رساناهای RF پالسی مانند حمل‌ونقل و نظامی هستند.[۷]
- عموم مردم تصور درستی از بازارهای لوله‌های مایکروویو (دریچه‌ها) ندارند و کل بازار در دسترس در واقع بسیار بزرگتر است؛ کل بازار در دسترس آن نزدیک به ۱ میلیارد دلار می‌رسد؛ زیرا لوله‌های مایکروویو معمولاً کاربردهای ارتباطی، نظامی، پزشکی و فضایی دارد.[۸]
- کل بازار در دسترس برای مقایسه‌کننده‌های ولتاژ (دستگاهی که برای مقایسه دو جریان یا ولتاژ به کار می‌رود) در سال ۲۰۰۳ به ۱۷۳ میلیون دلار رسید. در سال ۲۰۰۹ به ۲۷۳ میلیون دلار رسید.[۹]

## نیز ببینید
- مشخصات دموگرافیک
- تقسیم‌بندی بازار
- بازاریابی انبوه
- بازار طاقچه
- بازاریابی دقیق
- بازار در دسترس موجود
- بازار هدف